# Francesca Inaudi
Francesca Inaudi (Siena, 8 de diciembre de 1977) es una actriz italiana. 

## Biografía
Francesca Inaudi nació en Siena (Italia). A los 18 años fue seleccionada por Giorgio Strehler para los cursos de actuación en el Piccolo Teatro de Milán.  Después de graduarse en 1999 y varios años de trabajo en el escenario, en 2004 se trasladó a Roma para seguir una carrera cinematográfica, debutando en la película de Davide Ferrario titulada After Midnight. Por su actuación en esta película ganó un Grolla de oro a la mejor actriz y obtuvo una nominación al premio Nastro d'argento en la misma categoría.  Más tarde apareció en varias películas y series de televisión, recibiendo su segunda nominación a un Nastro d'argento en 2007 por la película de Paolo Virzì titulada N. Napoleón y yo.

## Filmografía
- After Midnight (2004)
- The Beast in the Heart (2005)
- Don't Make Any Plans for Tonight (2006)
- Napoleon and Me (2007)
- A Question of the Heart (2009)
- Generation 1000 Euros (2009)
- Noi credevamo (2010)
- Marriage and Other Disasters (2010)
- Women vs. Men (2011)
- See You Tomorrow (2013)
- The Move of The Penguin (2013)
- The Order of Time (2023)